# Культура (Кальміуський район)
Культу́ра — село в Україні, у Кальміуській міській громаді Кальміуського району Донецької області. Населення становить 94 особи.

## Загальні відомості
Відстань до райцентру становить близько 28 км і проходить автошляхом місцевого значення.
Землі села межують із с. Новоіванівка Амвросіївського району Донецької області.
Із 2014 р. внесено до переліку населених пунктів на Сході України, на яких тимчасово не діє українська влада.

## Війна на сході України
12 серпня 2014 року в першій половині дня під час супроводу колони із пораненими у зоні бойових дій терористи із засідки здійснили напад, внаслідок обстрілу старший солдат 5-го батальйону «Прикарпаття» Володимир Данилюк зазнав смертельного поранення у голову.

## Населення
За даними перепису 2001 року населення села становило 94 особи, з них 52,13 % зазначили рідною мову українську та 47,87 % — російську.